# Gălăuțaș, Harghita
Gălăuțaș (în maghiară Galócás) este satul de reședință al comunei cu același nume din județul Harghita, Transilvania, România.

## Obiective memoriale
- Monumentul Eroilor Români din Primul și Al Doilea Război Mondial. Troița a fost înălțată în 1973 în memoria eroilor români din cele două războaie mondiale. Monumentul, înalt de 2,65 m, a fost realizat din lemn de stejar sculptat și donat de către profesorii Ioan Concita și Antal Irimie din Toplița. Pe fațada troiței s-a înscris textul: „Recunoștință eroilor morți în războaiele din 1914-1918 și 1941-1945”.
- Mormântul Eroilor Români din Primul și Al Doilea Război Mondial. Mormântul comun este amplasat în cimitir. Acesta este locul de odihnă veșnică pentru eroii români căzuți în cele Două Războaie Mondiale. Numărul celor înhumați în mormânt este necunoscut. Însemnul de căpătâi este realizat din fier și cuprinde următorul înscris memorial: „În memoria eroilor căzuți pentru apărarea patriei în timpul Primului și al Doilea Război Mondial. 1914-1944/ Dulce et decorum est pro patria mori”.

## Personalități
- Ferenc Fábián (1933-1979), actor la Teatrul Maghiar de Stat din Timișoara

## Imagini

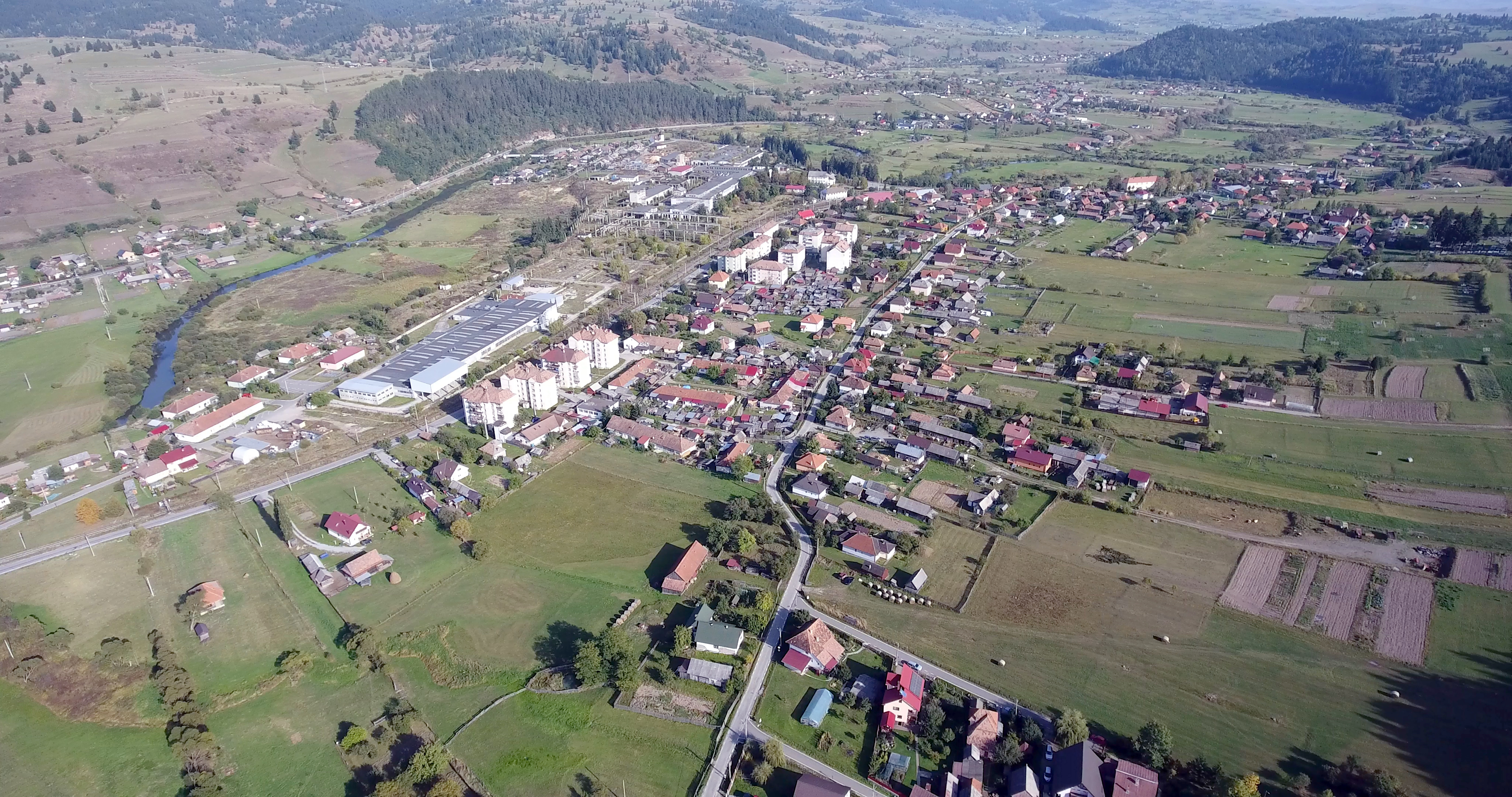